# Lobon (ö i Marshallöarna)
Lobon är en ö i Marshallöarna.   Den ligger i kommunen Kwajalein, i den västra delen av Marshallöarna, 500 km väster om huvudstaden Majuro.
Terrängen på Lobon är mycket platt. Öns högsta punkt är 7 meter över havet. 